# Niclas Lutz
Niclas Lutz (* 4. April 1988) ist ein deutscher Synchronsprecher.

## Leben
Niclas Lutz wurde am 4. April 1988 als Sohn der Synchronsprecherin Heike Schroetter geboren.
Über seinen Werdegang ist nur wenig bekannt außer, dass er abseits des Synchron mittlerweile auch als Arzt arbeitet.
Bekannt wurde er durch die Synchronisation von Andrew J. West als Gareth in der vierten und fünften Staffel der Fernsehserie The Walking Dead. Zudem sprach er in der Anime-Fernsehserie Bakugan – Spieler des Schicksals die Hauptrolle des Daniel Kūsō. 2019 sprach er in der Serie Matrjoschka Charlie Barnett in der Rolle des Alan Zaveri; in der zweiten Staffel wurde die Rolle jedoch mit Sebastian Fitzner besetzt.

## Synchronisation (Auswahl)

### Filme
- 1999: Der Kurier des Zaren – Lorenzo Mattei als Boris
- 2001: Maniac – Weggesperrt – Elden Henson als Michael
- 2010: The River Why – Zach Gilford als Gus
- 2011: Christopher und Heinz – Eine Liebe in Berlin – Douglas Booth als Heinz Neddermayer
- 2012: Smashed – Kyle Gallner als Owen Hannah

### Serien
- 2001: Emergency Room – Die Notaufnahme – Shia LaBeouf als Darnel Smith
- 2001: Akte X – Die unheimlichen Fälle des FBI – Jordan Warkol als Quinton
- 2009–2012: Bakugan – Spieler des Schicksals – Yū Kobayashi als Daniel "Dan" Kūsō
- 2011: The Walking Dead – James Allen McCune als Jimmy
- 2014: Chicago Fire – Jeff Lima als Leon Cruz (1. Stimme)
- 2014: The Walking Dead – Andrew J. West als Gareth
- 2015: Your Family or Mine – Andrew Lees als Blake Weston
- 2015: Life in Pieces – Niall Cunningham als Tyler (1. Stimme)
- 2019: Matrjoschka – Charlie Barnett als Alan Zaveri (1. Stimme)
- 2019–2020: High Seas – Tamar Novas als Sebastián de la Cuesta
- 2019–2020: Team Kaylie – David Gridley als Colt Axelrod